# Malajisk Wikipedia
Malajisk Wikipedia (malajisk: ويکيڤيديا بهاس ملايو, tr. Wikipedia Bahasa Melayu ; dansk: den malajisksprogede Wikipedia) er den malajisksprogede  version af det verdensomspændende encyklopædi-projekt Wikipedia. Malajisk Wikipedia blev lanceret 26. oktober 2002.
Pr. fredag den 27. juni 2025 har  Wikipedia 428.976 artikler, 577 aktive bidragydere og 13 administratorer.